# Agafamosquits carablanc
Lagafamosquits carablanc (Polioptila lactea) és un ocell de la família dels polioptílids (Polioptilidae).

## Hàbitat i distribució
Habita la selva i bosc de les terres baixes a l'est de Paraguai, sud-est del Brasil a Espíritu Santo, Rio de Janeiro, São Paulo i Paraná, i nord-est de l'Argentina a Misiones i Corrientes